# Bishopsgate Institute
Le Bishopsgate Institute (Institut Bishopsgate) est un établissement d'enseignement supérieur situé à Londres, en face de la gare de Liverpool Street.
L'institut a été fondé en 1894 et propose tout un éventail de formations. Il héberge également la bibliothèque de Bishopsgate (Bishopsgate Library), qui met à disposition du public sa collection de documents historiques sur Londres et les débuts du Parti travailliste. L'Institut Bishopsgate dispose de nombreuses salles de réunions à louer, ainsi que de grandes salles utilisées pour les examens, des conférences ou des expositions. Réalisé par Charles Harrison Townsend (en), l'Institut figure parmi les bâtiments les plus originaux de son époque.